# Epikotyl

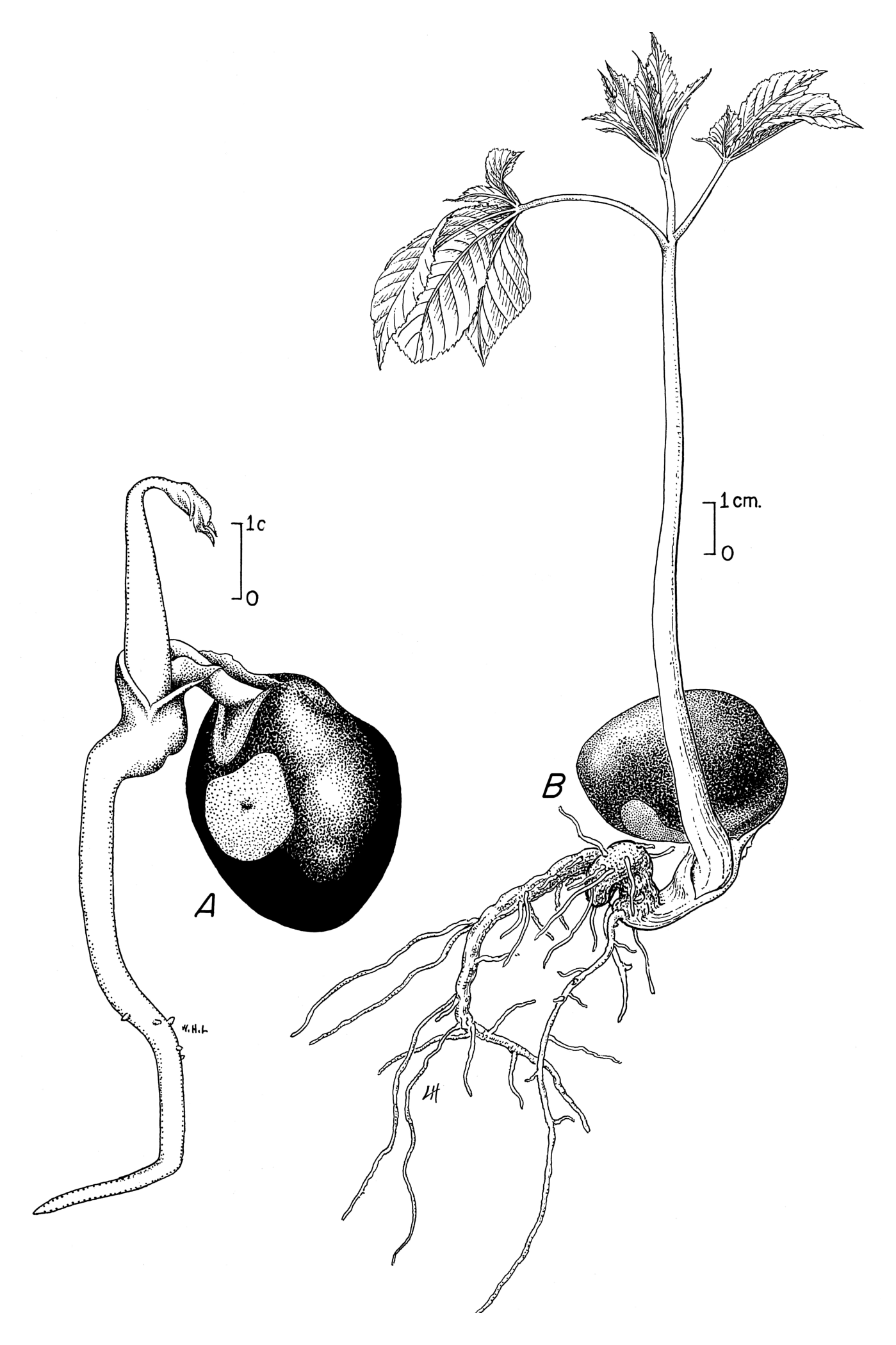
Epikotyl u kiełkującej siewki kasztanowca żółtego

Epikotyl (gr. epí – na, kotýle – czarka) – u zarodka roślin część łodygi znajdująca się pomiędzy liścieniami (lub liścieniem) a pąkiem szczytowym. Podczas kiełkowania nasiona epikotyl rośnie na długość. Wyróżniany jest do miejsca, w którym powstaje pierwszy węzeł z liśćmi młodocianymi. 
U niektórych roślin (np. u dębów) następuje podczas kiełkowania tzw. "uśpienie epikotylu" – jesienią z nasiona wypuszczany jest tylko korzonek, podczas gdy epikotyl przechodzi okres spoczynku i rozwija się po zimie. 